# شیخ سلمان بن ابراهیم آل خلیفه
شیخ سلمان با نام کامل شیخ سلمان بن اسماعیل آل خلیفه (زاده ۱۹۶۵ در بحرین)، رئیس کنونی کنفدراسیون فوتبال آسیا می‌باشد.
وی قبل از برگزیده شدن به‌عنوان ریاست کنفدراسیون فوتبال آسیا، رئیس فدراسیون فوتبال بحرین بود. هم‌زمان شیخ سلمان به‌عنوان یکی از اعضای کمیته اجرایی فیفا نیز انتخاب شد. وی در انتخابات سال ۲۰۱۶ فیفا نتوانست به ریاست این مجموعه دست یابد.